# Licea floriformis
|  | Dieser Artikel wurde aufgrund von formalen oder inhaltlichen Mängeln in der Qualitätssicherung Biologie im Abschnitt „Mykologie“ zur Verbesserung eingetragen. Dies geschieht, um die Qualität der Biologie-Artikel auf ein akzeptables Niveau zu bringen. Bitte hilf mit, diesen Artikel zu verbessern! Artikel, die nicht signifikant verbessert werden, können gegebenenfalls gelöscht werden. Lies dazu auch die näheren Informationen in den Mindestanforderungen an Biologie-Artikel. Begründung: Bitte ganze Sätze! |

Licea floriformis var. aureospora (Syn.: Licea longa Flatau) ist ein Schleimpilz aus der Familie Liceaceae mit Peridienöffnung durch irreguläre Platten (Untergattung Licea).

## Merkmale

### Makroskopisch
Die Fruchtkörper sind langgestielte, olivbraune, bis 1,2 mm große Sporocarpien mit doppelter Peridie, welche sich durch irreguläre Platten öffnet und die goldgelbe Sporenmasse freigibt.

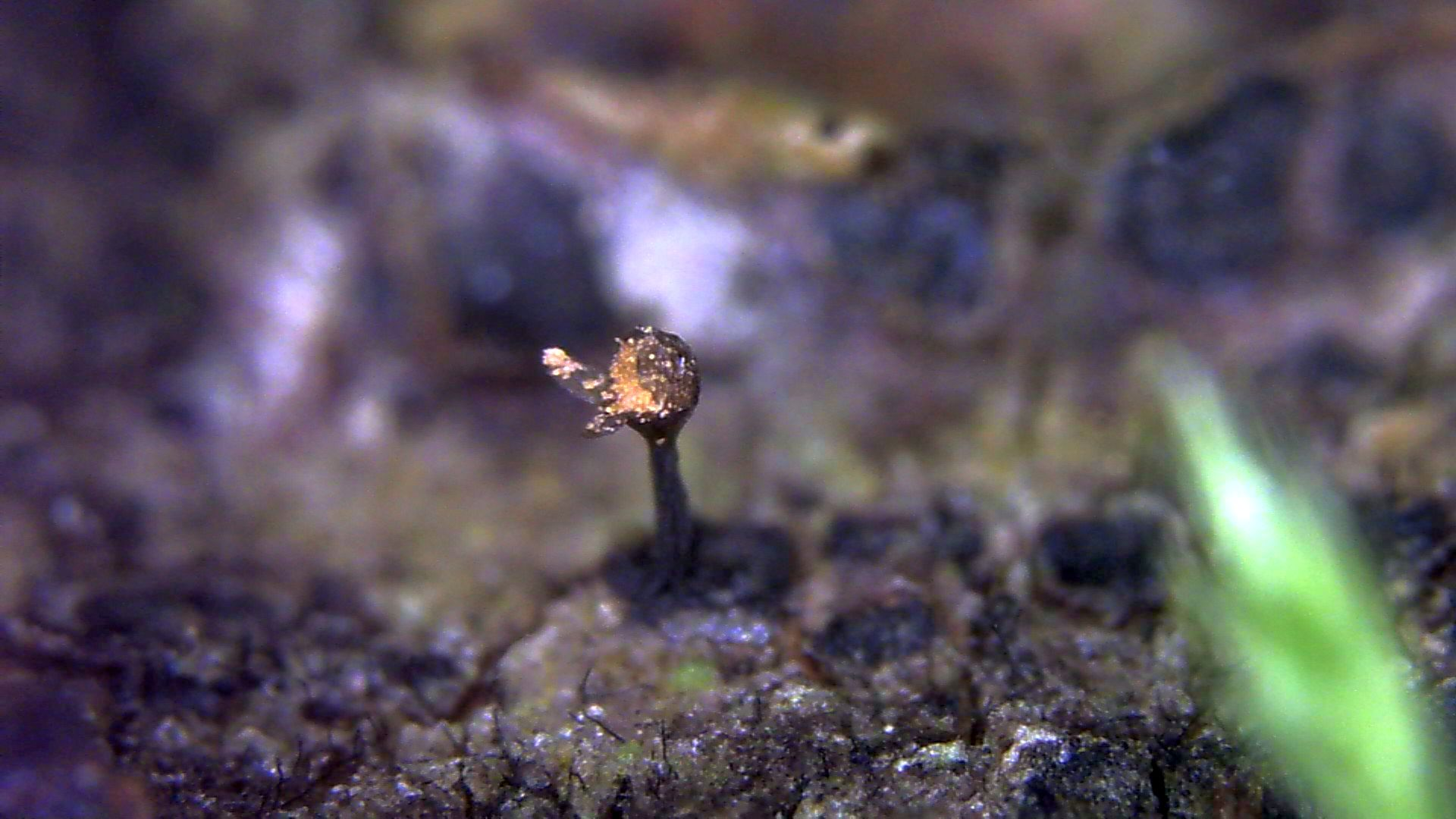
Einzelne Sporocarpie auf Baumrinde von Birke

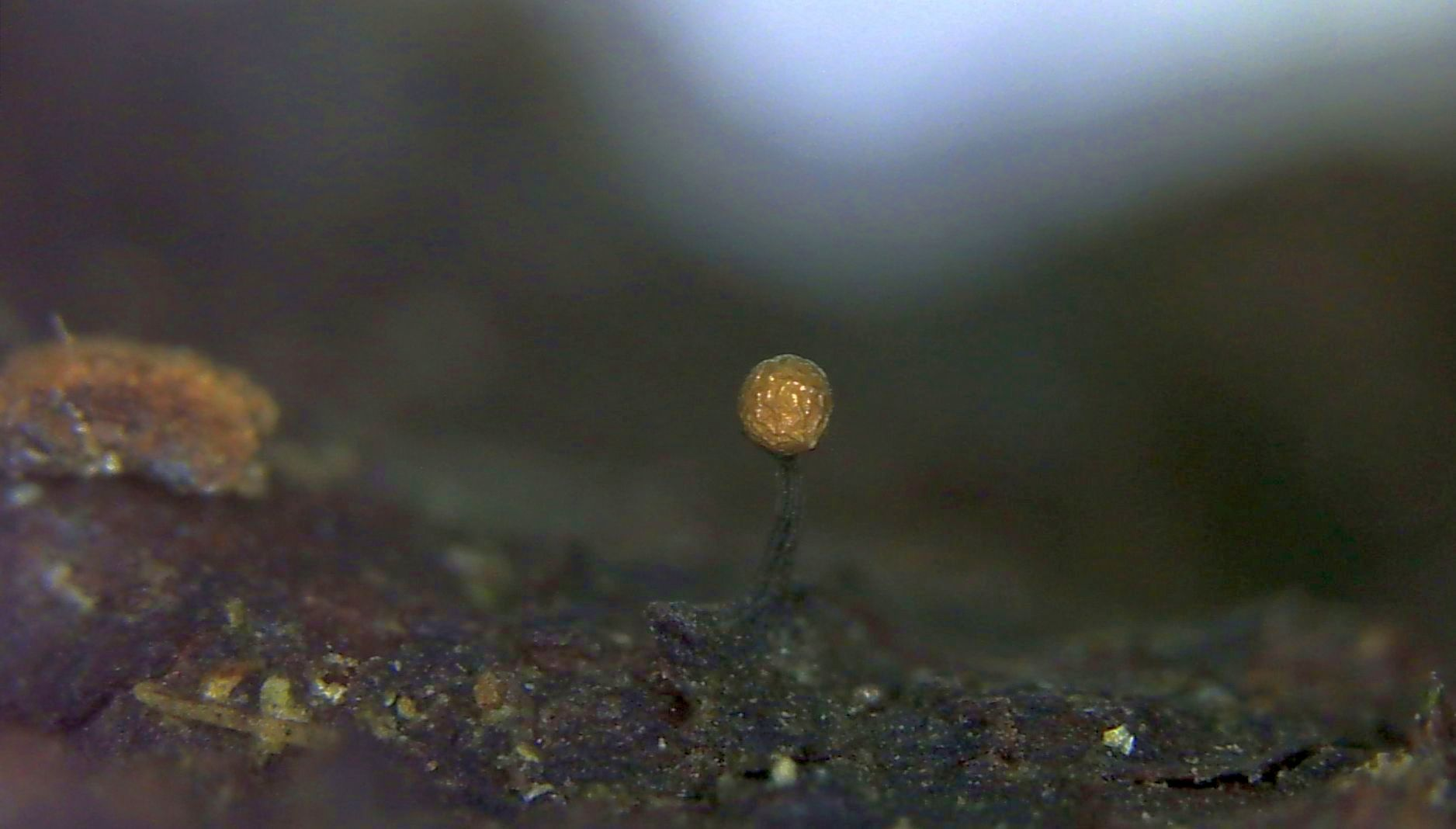
Einzelne Sporocarpie auf Baumrinde von Buche

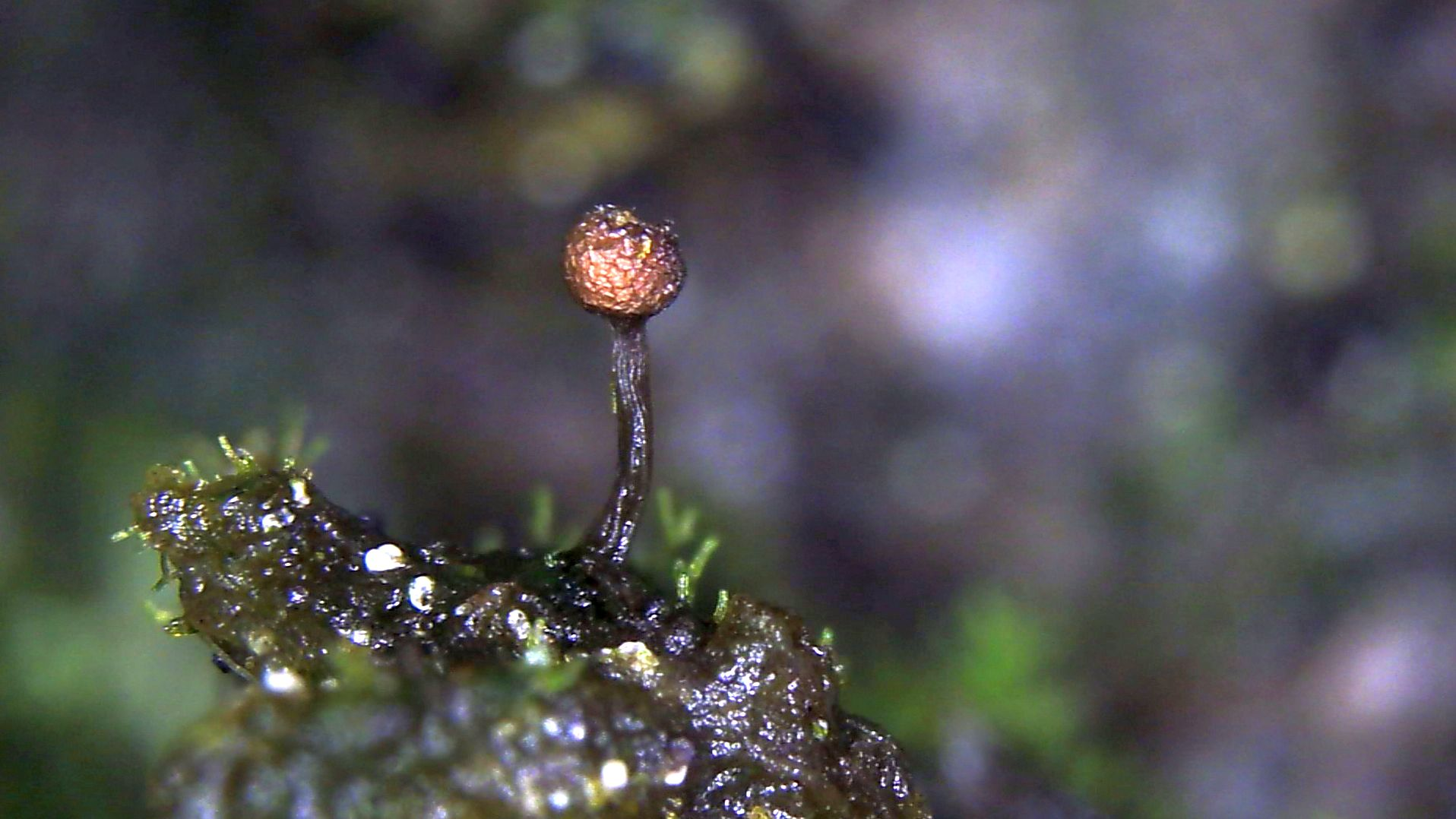
Einzelne Sporocarpie auf Baumrinde von Buche

### Mikroskopisch
Die Sporen von Licea floriformis sind rund, hellgelb bis fast farblos bei Durchlicht, 10–12,5 Mikrometer im Durchmesser und scheinbar glatt (unter dem REM sehr feinwarzig).

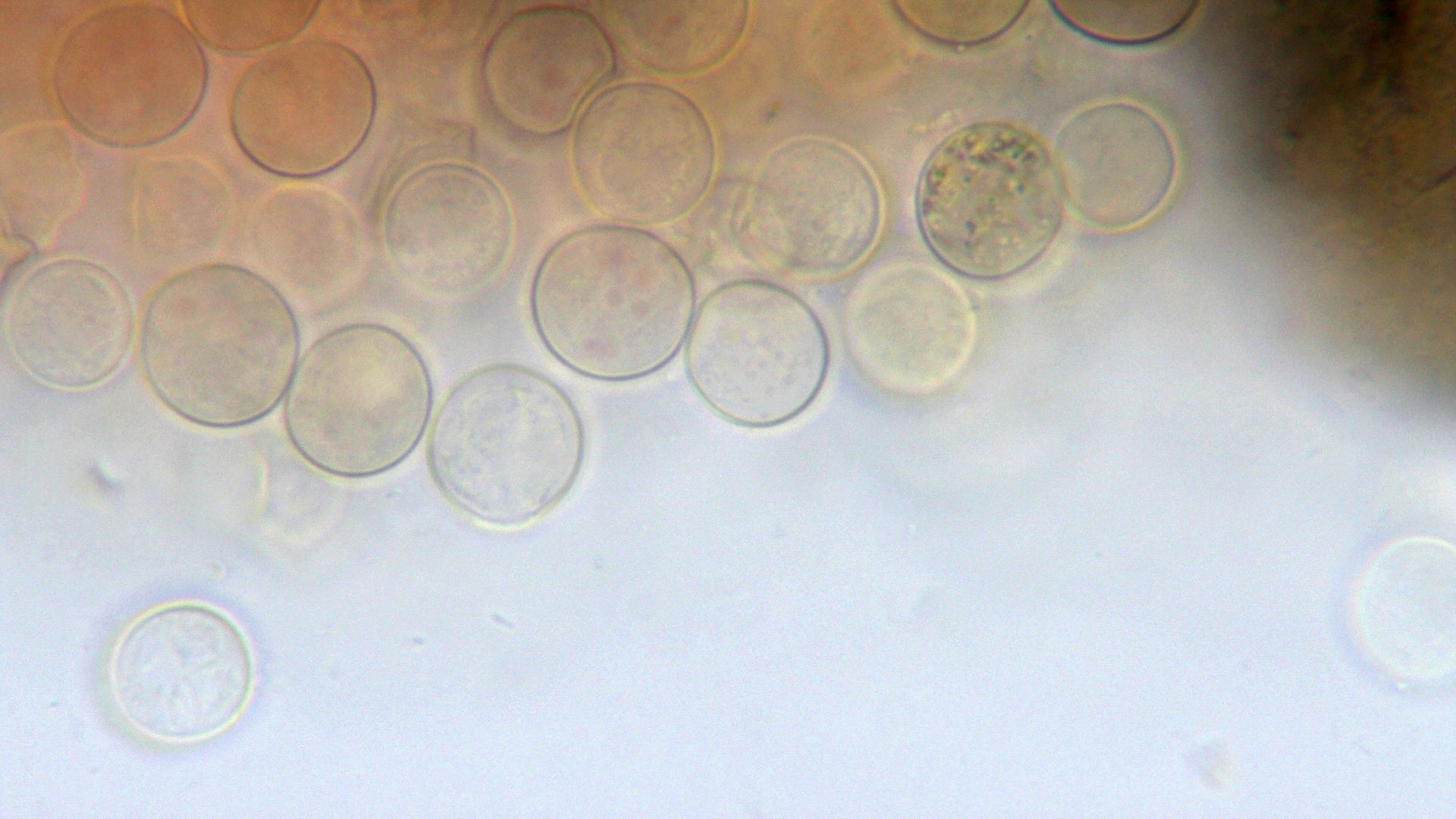
Sporen im Durchlicht

## Ökologie
Der Schleimpilz ist ein Bewohner von Baumrinden (corticol) im Freiland.

## Verbreitung
Belgien, Deutschland, Großbritannien, Irland, Japan, Mexiko und Niederlande.

## Systematik und Forschungsgeschichte
Die Varietät wurde 1994 von M.T.M. Willemse und Elly Nannenga-Bremekamp anhand mehrerer Funde an Holunder aus den Niederlanden erstbeschrieben. Leo Flatau beschrieb diese Varietät als Licea longa, Bruce Ing & McHugh als Licea capitata. Beide wurden 2005 synonymisiert. Von der Art Licea floriformis ist diese Varietät nur durch die gelbe Sporenmasse (bei Licea floriformis schwarz) und die größeren Stiele unterschieden.

## Etymologie
- floriformis ― blütenförmig (nlat.)
- aureus ― goldgelb (lat.)
- spora ― Sporen (lat.)

## Ähnliche Arten
- Licea eleanorae ― mit Deckel öffnend, Peridie mit groben Kristallen
- Licea operculata ― mit Deckel öffnend
- Licea floriformis var. floriformis ― Stiele kleiner und schwarze Sporenmasse